# Pascal Arnold
Pascal Arnold (Parigi, 2 novembre 1960) è uno sceneggiatore, produttore cinematografico e regista francese.

## Filmografia

### Sceneggiatore
- Des nouvelles du bon Dieu, regia di Didier Le Pêcheur (1996)
- Qui plume la lune?, regia di Christine Carrière (1999)
- Rats and Rabbits, regia di Lewis Furey (2000)
- Darling, regia di Christine Carrière (2007)
- Complices, regia di Frédéric Mermoud (2009)
- L'ultimo volo (Le dernier vol), regia di Karim Dridi (2009)
- Pieds nus sur les limaces, regia di Fabienne Berthaud (2010)
- Sky, regia di Fabienne Berthaud (2015)

### Sceneggiatore, regista e produttore
- Lovers - French Dogma Number One (Lovers), regia di Jean-Marc Barr (1999)
- Too Much Flesh, co-regia di Jean-Marc Barr (2000)
- Being Light, co-regia di Jean-Marc Barr (2001)
- Chacun sa nuit, co-regia di Jean-Marc Barr (2006)
- American Translation, co-regia di Jean-Marc Barr (2011)
- Chroniques sexuelles d'une famille d'aujourd'hui, co-regia di Jean-Marc Barr (2012)

### Sceneggiatore e produttore
- Les Fils de Marie, regia di Carole Laure (2002)

### Produttore
- CQ2 (Seek You Too), regia di Carole Laure (2004)
- Gris blanc, regia di Karim Dridi - film TV (2005)
- Doutes: Chronique du sentiment politique, regia di Yamini Lila Kumar (2013)